# Lijst van platenlabels H
Dit is een lijst van platenlabels met als beginletter een H.
- Half Note Records
- Halo Records (Amerika)
- Harthouse
- Hed Kandi
- Hellcat Records
- Hep Records
- Hi Records
- Hippo Records
- His Master's Voice
- Hollywood Records
- Hooj Choons
- Hopeless Records